# Jonathan Barnbrook

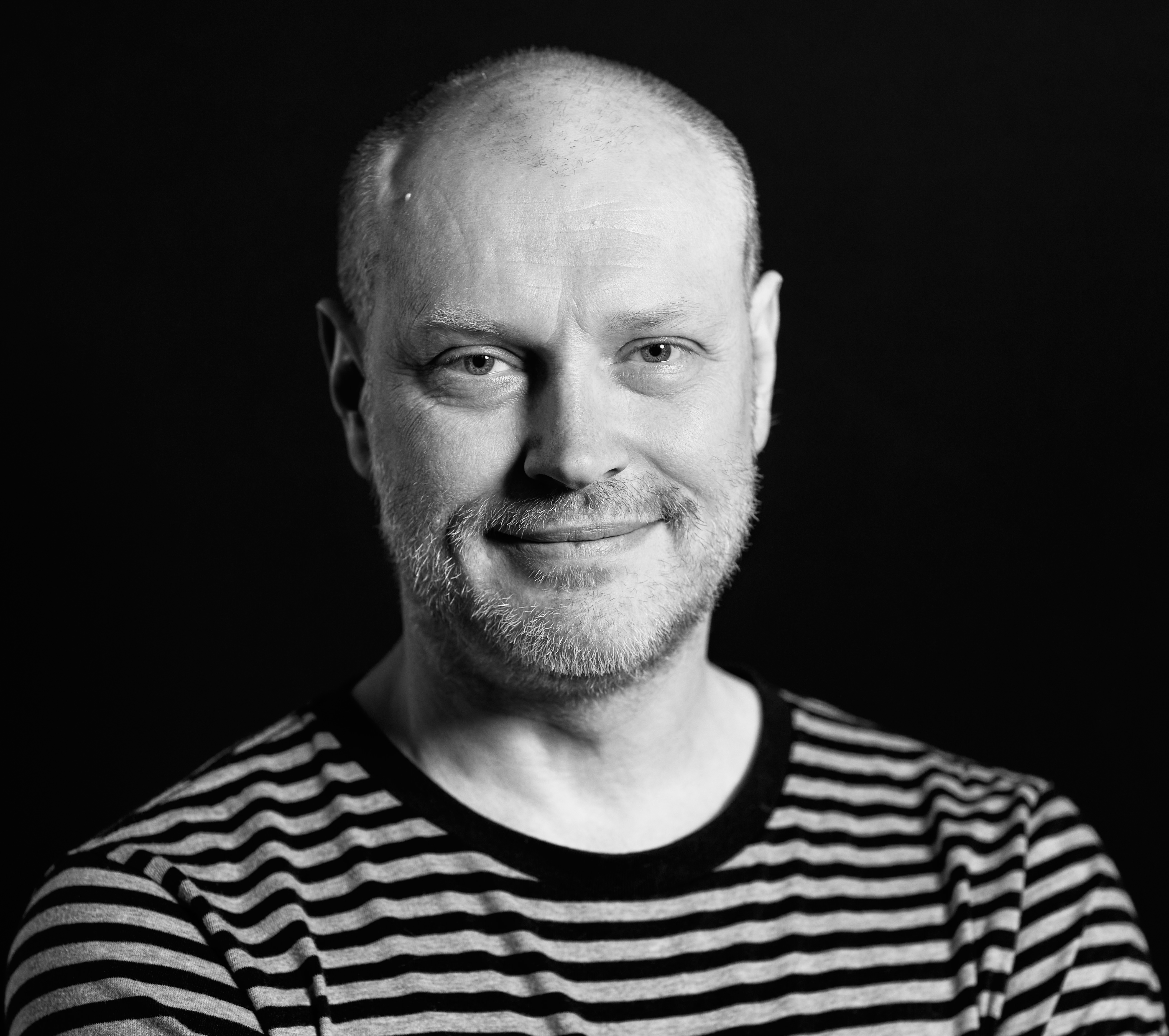
Jonathan Barnbrook, 2016

Jonathan Barnbrook (Luton, 1966) is een eigentijdse Engelse letterontwerper en typograaf. 
Barnbrook studeerde van 1985 tot 1992 grafisch ontwerpen aan de Central Saint Martins College of Art and Design en aan de Royal College of Art. Daarna ging hij werken als zelfstandig grafisch ontwerper, voor onder andere letteruitgeverij Emigre, waarvoor hij de lettertypes “Exocet” en “Mason” ontwierp. 
Andere bekende lettertypen van Barnbrook zijn Fletcher, Bastard, Nylon, Prototype.
Hij werkt momenteel vanuit zijn eigen Londense uitgeverij “Virus”.
Bekende werken van hem zijn het logo voor Roppongi Hills en zijn samenwerking met kunstenaar Damien Hirst. Hij ontwierp tevens de albumhoes van David Bowies The Next Day uit 2013.